# Huitiupán
Huitiupán es una localidad del estado de Chiapas, en el sur de México, cabecera del municipio homónimo. Está ubicada en la posición 17°10′14″N 92°41′7″O / 17.17056, -92.68528, a una altitud de 300 m s. n. m.

## Toponimia
El nombre Huitiupán proviene del náhuatl y se traduce como "lugar del templo grande".

## Demografía
Cuenta con 3508 habitantes lo que representa un incremento promedio de 2.1% anual en el período 2010-2020 sobre la base de los 2857 habitantes registrados en el censo anterior. Ocupa una superficie de 0.59 km², lo que determina al año 2020 una densidad de 5946 hab/km².
| Gráfica de evolución demográfica de Huitiupán entre 2000 y 2020   |
|                                                                   |
| Fuente: Instituto Nacional de Estadística Geografía e Informática |

En el año 2010 estaba clasificada como una localidad de grado alto de vulnerabilidad social.
La población de Huitiupán está mayoritariamente alfabetizada (11.66% de personas analfabetas al año 2020) con un grado de escolarización en torno de los 8 años. El 62.63% de la población se reconoce como indígena.